# Sarabuki
Sarabuki (gruz. სარაბუკი, ros. Сарабук, Sarabuk) – wieś w Osetii Południowej, w rejonie Cchinwali. W 2015 roku liczyła 79 mieszkańców. Pierwotnie dwie wsie, Kwemo Sarabuki (gruz. ქვემო სარაბუკი) i Zemo Sarabuki (gruz. ზემო სარაბუკი).